# 迪奇拉菲
迪奇拉菲，前马来西亚砂拉越州玛士加汀国阵民进党国会议员 。